# Rudolf Alberth
Rudolf Alberth (Schreibweise bis in die 1950er Jahre hinein: Albert) (* 28. März 1918 in Frankfurt am Main; † 29. Mai 1992 in München) war ein deutscher Dirigent und Komponist.
Alberth engagierte sich stark für zeitgenössische Musik, insbesondere beim Bayerischen Rundfunk, und dirigierte zahlreiche Uraufführungen im In- und Ausland. In den 1950er Jahren arbeitete er u. a. mit Olivier Messiaen in Paris zusammen und leitete die Uraufführung von Messiaens Komposition Oiseaux exotiques im Théâtre Marigny am 10. März 1956. 1964 wurde Alberth zum Chefdirigenten des Niedersächsischen Symphonie-Orchesters in Hannover berufen, das er bis zur Auflösung des Orchesters zum Ende der Konzertsaison 1967/1968 leitete.
Rudolf Alberth hat im Archiv des BR zahlreiche Aufnahmen, auch eigener Werke, hinterlassen; darüber hinaus liegen kommerzielle Aufnahmen bei Telefunken sowie dem französischen Club de Disques vor. Er ist der Autor eines Buches, in dem er persönliche Erlebnisse und Überlegungen zur Musik darstellt: Da capo. Heiteres und Nachdenkliches aus meinem Musikerleben, München: Langen Müller 1980. 